# Posey Rorer

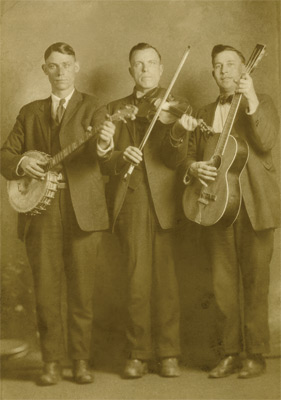
Posey Rorer (Mitte) mit Charlie Poole und Clarence Foust, 1923

Posey Wilson Rorer (* 22. September 1892 im Franklin County, Virginia; † 6. Juni 1936 in North Carolina) war ein US-amerikanischer Old-Time-Musiker. Er war von 1923 an Mitglied der North Carolina Ramblers, der Band Charlie Pooles.

## Leben

### Kindheit und Jugend
Geboren als Sohn von W.T. und Lucy Abigail Rorer, verbrachte Posey Rorer seine Kindheit in den Bergregionen zwischen den Dörfern Herny und Ferrum. Früh begeisterte er sich für Musik, da sein Vater auch Banjo spielte. Seine erste Fiddle baute er sich selber und während seiner Jugend spielte er oft mit seinem Cousin Bob Moore zusammen. Schon früh arbeitete Rorer zuerst als Minenarbeiter und später in den Textilfabriken der Region.

### Karriere
1920 wurde Rorer der Schwager von Charlie Poole, da dieser Rorers Schwester Lou Emma geheiratet hatte. Poole und Rorer begannen zusammen zu musizieren und gründeten mit dem Gitarristen Norman Woodlieff die North Carolina Ramblers, die in den Straßen und auf Barn Dances spielten sowie durch die Lande zogen.
1925 erhielten Poole und die North Carolina Ramblers einen Plattenvertrag bei Columbia Records und stiegen schnell zu einer der berühmtesten und erfolgreichsten Stringbands der USA auf. Ihre Debütsingle Don't Let Your Deal Go Down verkaufte sich auf Anhieb gut und wurde der Hit des Jahres. Neben Pooles Stil das Banjo zu spielen waren es auch Rorers Melodien auf der Fiddle, die sie so populär machten. Sie hatten einen weichen, melodischen Klang und erinnerten an die alten Stücke, die man schon aus der Kindheit kannte. 1931 starb Poole, und Rorer setzte sich mit dem Gitarristen Roy Harvey an die Spitze der North Carolina Ramblers.
Rorer leitete bis zu seinem Tod 1936 die North Carolina Ramblers in verschiedener Besetzung weiter. Einige Quellen geben auch März 1935 als Sterbedatum an. Einer seiner Nachfahren, Kinney Rorrer, brachte 1982 eine Biographie über Charlie Poole heraus.